# وانگان
وانگان (به لاتین: Wang'an, Penghu) یک سکونتگاه مسکونی در تایوان است که در پنگهو واقع شده‌است.

## خصوصیات
وانگان ۱۳٫۷۸۲۴ کیلومترمربع مساحت و ۵٬۱۱۷ نفر جمعیت دارد.